# Compterosmittia dentispina
Compterosmittia dentispina är en tvåvingeart som beskrevs av Ole Anton Saether 1981. Compterosmittia dentispina ingår i släktet Compterosmittia och familjen fjädermyggor. Inga underarter finns listade i Catalogue of Life.